# 女教師 (テレビドラマ)
女教師（おんなきょうし）はテレビ朝日系列で1998年7月2日 - 9月17日に放送されたテレビドラマ。高島礼子の連ドラ初主演作。

## あらすじ
桂木美沙子はかつて英語教師として教鞭を執っていたが、ある事件が元で教師としての自信を失って退職。それと同時に杉本裕之と結婚するも、半年前に離婚していた。そんな美沙子が教師として復職、校長と教頭にあいさつを済ませた後、職員室へ行くといきなり驚きの声が。美沙子は裕之と同じ学校の教師として同僚になったのだった…。

## キャスト
- 桂木美沙子：高島礼子　
32歳。復職後も英語担当教師として2年3組の副担任に着任する。明るく前向きな性格。
- 杉本裕之：寺脇康文
36歳。2年の学年主任。担当教科は数学。真面目な一方、おっちょこちょいな面もある。元妻の美沙子に未練がある模様。
- 相沢里美：雛形あきこ
22歳。2年3組担任。科学担当。まだ新米教師で、生徒には信用が持たれていない。裕之に恋心を抱いているようである。
- 岩田浩二郎：阿南健治
- 城之内ユミ：中村綾
- 桜井雄二：井澤健
- 大川俊太郎：田辺晋太郎（当時の表記は田邊晋太郎）
- 山田秀明：白石朋也
- 上原リカ：星野真理
- 安達やよい：柳明日香
- 江本夏子：山口あゆみ
- 佐伯加奈子：野際陽子
教頭。教員採用に関して力を持つ。教育に対して熱意は持っているが、柔軟性を欠いている。
- 桂木真由美：吉行和子
美沙子の母で、母子2人で同居。新しもの好きで惚れっぽい。
- 長谷川淳平：橋爪功
校長。頼りないと言われ、教頭に頭が上がらないが、教育に対して情熱はある。裕之とは飲み仲間。
- 重田千穂子
- 深浦加奈子
- 田山涼成
- 大河内浩
- 大島蓉子
- 三宅奈津美
- 市川瑞樹

## 主題歌
- 「きっといつか…」chezvous

## スタッフ
- 脚本：両沢和幸 （全話）
- 演出：今井和久（MMJ）、阿部雄一（5年D組）
- プロデューサー：東城祐司（MMJ）、桑田潔（テレビ朝日）
- チーフプロデューサー：五十嵐文郎（テレビ朝日）
- 音楽：寺嶋民哉
- 技術協力：テイクシステムズ
- スタジオ：MSC砧スタジオ
- 制作協力：MMJ
- 制作著作：テレビ朝日

## 各回タイトル
| 各話   | 放送日        | サブタイトル               | 演出     |
| ------ | ------------- | -------------------------- | -------- |
| 第1話  | 1998年 7月2日 | 恋も仕事も二度目から       | 今井和久 |
| 第2話  | 7月9日        | 放課後の告白！             | 今井和久 |
| 第3話  | 7月16日       | 元夫婦の秘密がバレた!?     | 阿部雄一 |
| 第4話  | 7月23日       | 恋のサヤ当て三角関係!?     | 阿部雄一 |
| 第5話  | 7月30日       | 恋のライバル辞職!?         | 今井和久 |
| 第6話  | 8月6日        | 恋より大事なお仕事!?       | 今井和久 |
| 第7話  | 8月13日       | 2人だけの課外授業          | 阿部雄一 |
| 第8話  | 8月20日       | 2度目の恋のチャンス!?      | 阿部雄一 |
| 第9話  | 8月27日       | 恋の告白は水着で…!?        | 今井和久 |
| 第10話 | 9月3日        | これが最後の恋のチャンス!? | 阿部雄一 |
| 第11話 | 9月10日       | 恋より仕事を選んだ女       | 今井和久 |
| 最終話 | 9月17日       | 恋と仕事のラストチャンス!? | 阿部雄一 |